# Український Медичний Вісник
«Український Медичний Вісник» — неперіодичний журнал, що його видавала в Празі 1923—1925 років Спілка українських лікарів у Чехословаччині. Головним редактором був Борис Матюшенко. Вийшло 6 частин «Українського Медичного Вісника». Це був на той час єдиний медичний журнал у світі, що виходив українською мовою.
Тематика журналу стосувалася, клінічної, теоретичної, соціальної медицини, також приймалися публікації з євгеніки. Серед публікацій була хроніка українського медичного життя, розвивалася тематика медичної термінології. Кожен випуск мав більше 100 сторінок.
Серед авторів журналу були не лише чехословацькі українські медики, але й лікарі з Києва, Львова, Чернівців.
Журнал надсилався до УСРР. На думку Симона Наріжного саме цей журнал стимулював появу «Українських медичних вістей», а також відновлення «Лікарського вісника» у Львові 1925 року. Через появу потужних видань СУЛ у Чехословаччині вирішив припинити видавати журнал.